# Passi d'autore
Passi d'autore è il diciottesimo album in studio del cantautore italiano Pino Daniele, pubblicato nel maggio 2004.

## Descrizione
L'album, composto da 14 brani, contiene il singolo Pigro, canzone presentata al Festivalbar, Isola grande, dedicata ad Ernesto "Che" Guevara e Tango della buena suerte, dedicata a Diego Armando Maradona. Tutti i pezzi, tranne Nuages sulle note (cover di Nuages), sono scritti dallo stesso Daniele.
L'album, che mescola jazz, blues e cultura partenopea, creando un ensemble colto di world music, vede la collaborazione di musicisti prestigiosi quali Peter Erskine, Alan Pasqua e Dave Carpenter.

## Tracce
1. Arriverà l'aurora
2. Pigro
3. Bella da vivere
4. La mia casa sei tu
5. Gli stessi sguardi
6. Nuages sulle note (Nuages di Django Reinhardt, con testo in italiano di Pino Daniele)
7. Dammi una seconda vita
8. Dejà-vu
9. Ali di cera
10. La nostra estate insieme
11. Isola grande
12. Tango della buena suerte
13. Concerto per noi due
14. Sofia sulle note

## Formazione
- Pino Daniele - voce, chitarra acustica e chitarra elettrica
- Dave Carpenter - contrabbasso
- Roberto Gatto - batteria in Concerto per noi due
- Peter Erskine - batteria, percussioni
- Alan Pasqua - pianoforte
- Fabio Massimo Colasanti - chitarra
- Accademia Musicale Italiana - archi
- Gianluca Podio - direttore d'orchestra
- Rossella Ruini - alto
- Roberto Colavalle - tenore
- Monica Cognoli - soprano
- Fabrizio Palma - baritono
- Gianluca Terranova - tenore in Concerto per noi due
- Sabina Macculi - soprano, alto in Concerto per noi due

## Classifiche
| Classifica (2004) | Posizione massima |
| ----------------- | ----------------- |
| Italia            | 1                 |
| Svizzera          | 44                |
| Classifica (2015) | Posizione massima |
| Italia            | 81                |

### Classifiche di fine anno
| Classifica (2004) | Posizione |
| ----------------- | --------- |
| Italia            | 20        |